# Magnetna rezonantna elastografija
Magnetna rezonantna elastografija (akronim MRE) je metoda elastografije koja kombinuje ultrazvučnu tehnologiju sa magnetnom rezonancijom.

## Osnovne informacije
Magnetna rezonantna elastografija, kao jedna od metoda elastografije za razliku od drugih istovremeno koristi jake magnete i radio talase kako bi stvorila sliku organa i/ili struktura unutar tela, uz pomoć računarskih programa za izradu vizuelne mape koja pokazuje tvrdoću nekog tkiva.
Kod ove metode ultrazvučna slika je u korelaciji sa parametrima magnetne rezonancije kao zlatnog standarda, u određenim snimanjima, jer fraktalna analiza mangnetne rezonancije pokazuje signifikantnu razliku u tkivima a elastografija dobro prati stanje fibroznih promena i masne degeneracije, što zajedno doprinosi boljoj proceni stanja organa, preoperativno i postoperativno praćenje kao i oporavak pacijenta.

### Prednosti
Prednosti MRE nad elastografijom zasnovanoj na ultrazvuku su nezavisnost od habitusa ispitanika, odsustvo subjektivnosti i mogućnost prikazivanja celog organa.

### Nedostaci
Najveći nedostatak je visoka cena i slaba dostupnost ovih uređaja u mnogim zdravstvenim ustanovama na globalnom nivou. 

### Ograničenja
Magnetna rezonantna elastografija ima ograničenja u primeni kod osoba koje imaju ugrađene metalne uređaje (pejsmejkere, veštačke srčane zalistke, infuzione pumpe), jer može uticati na rad ovih uređaja, a u nekim slučajevima može biti i opasna po život. Zubne proteze i određene vrste tetovaža koje sadrže metal takođe mogu uzrokovati probleme tokom postupka. 
Test se takođe ne preporučuje ženama koje su trudne ili misle da bi mogle biti trudne, jer nije sasvim istraženo da li je magnetsko polja štetno za nerođenu bebu.

## Primena

### MRE jetre
Fibroza jetre je uobičajena posledica mnogih hroničnih bolesti jetre; a progresivna fibroza može dovesti do ciroze. MRE jetre daje kvantitativne slike krutosti tkiva u velikim regionima jetre, i pomaže u otkrivanju povećane krutosti jetrenog parenhima, što je direktna posledica fibroze jetre (ciroze). Ona pomaže u postavljanju u dijagnostikovanju blage fibroze s razumnom tačnošću.

### MRE mozga
MRE mozga je prvi put predstavljen početkom 2000-ih.  Rezultati elastografije direktno su povezani sa funkcijom pamćenja,  merama za oporavak, i napredovanjem različitih neurodegenerativnih stanja. Na primer, regionalno i globalno smanjenje elastičnosti mozga primećeno je kod Alchajmerove bolesti, i multiple skleroze. Otkriveno je da kako mozak stari, gubi svoj viskoelastični integritet zbog degeneracije neurona i oligodendrocita.
MRE takođe može da ima značaj za razumevanje mozga adolescenta. Nedavno je otkriveno da adolescenti imaju regionalne razlike u elastičnosti mozga u odnosu na odrasle.
MRE se takođe primenjuje za funkcionalni neuroimidžing. Dok funkcionalno snimanje magnetnom rezonancom (fMRI) u mozgu otkriva relativno spore promene u protoku krvi, funkcionalna MRE je sposobna da detektuje neuromehaničke promene u mozgu povezane sa aktivnostima neurona koje se dešavaju na 100 milisekundnoj skali.

## Spoljašnje veze
Mediji vezani za članak Magnetna rezonantna elastografija na Vikimedijinoj ostavi

|  | Molimo Vas, obratite pažnju na važno upozorenje u vezi sa temama iz oblasti medicine (zdravlja). |